# Kyle Chandler
Kyle Martin Chandler (* 17. září 1965 Buffalo, New York, Spojené státy americké) je americký herec. První hlavní roli získal v seriálu stanice ABC Mírová bojiště (1991–1993), následovala role v seriálu stanice CBS Předčasné vydání (1996–200). Za výkon v seriálu získal cenu Saturn v kategorii nejlepší televizní herec. Mimo to si zahrál v seriálech What About Joan? (2001) a The Lyon's Den (2003). Za svůj výkon v hostující roli seriálu Chirurgové získal první nominaci na cenu Emmy.
Během let 2006 až 2011 hrál v seriálu Světla páteční noci roli Erica Taylora. Za výkon získal cenu Emmy v kategorii nejlepší mužský herecký výkon v hlavní roli v dramatickém seriálu. Mimo to si zahrál ve filmech King Kong (2005), Den, kdy se zastavila Země (2008), Super 8 (2011), Argo (2012) a 30 minut po půlnoci (2012), Vlk z Wall Street (2013), Carol (2015), Místo u moře (2016), Noční hra (2018) a První člověk (2018). Během let 2015 až 2017 hrál v thrillerovém seriálu Bloodline, za svůj herecký výkon získal desátou a jedenáctou nominaci na cenu Emmy.